# Ljubomir Stojanović
Ljubomir Stojanović (Užice, 6 agosto 1860 – Belgrado, 16 giugno 1930) è stato un politico serbo, primo ministro del Regno di Serbia dal 28 maggio 1905 al 7 marzo 1906.

## Biografia
Membro del partito radicale ha ricoperto varie volte la carica di Ministro dell'Istruzione.
All'inizio del 1900 fonda il partito repubblicano di cui sarà leader. In seguito sarà capo del governo per meno di un anno.